# Cliffortia repens
Cliffortia repens är en rosväxtart som beskrevs av Rudolf Schlechter. Cliffortia repens ingår i släktet Cliffortia och familjen rosväxter. Inga underarter finns listade i Catalogue of Life.